# Šuma Velika Rajzbuška
Šuma Velika Rajzbuška kroz povijest znana i kao Razbojička je šuma u Bjelovaru i dio gore Bilogore.  
Pripada naseljima Zvijercima, Gornjim Plavnicama i Kupinovcu. Sredinom šume prolazi potok Rajzbuška i sjeverna obilaznica grada Bjelovara koja se pri izlazu iz šume spaja na cestu D43 u naselju Letičani. Šuma se nalazi sjeverno od potoka Jelinac. Unutar šume su pronađena dva gubilišta ljudskih žrtava Drugog svjetskog rata, stradalih u proljeće i ljeto 1945. godine od partizana. Trenutno je nepoznat broj žrtava na lokacijama.